# John McLeod Campbell

John McLeod Campbell (1800-1872)

John McLeod Campbell (Kilninver, Argyllshire, 4 mei 1800 - Roseneath, Dunbartonshire, 27 februari 1872) was een Schots predikant en gereformeerd theoloog, vooral bekend geworden om zijn bijdrage aan de verzoeningsleer. Hij werd beïnvloed door F.D. Maurice, Maarten Luther, Thomas Erskine of Linlathen, Jonathan Edwards en Johannes Calvijn.

## Biografie
Hij was de oudste zoon van dominee Donald Campbell en ontving zijn lager schoolopleiding van zijn vader. In 1811 werd hij aangenomen voor de vooropleiding klassieke talen aan de Universiteit van Glasgow. Van 1817 tot 1821 studeerde hij godgeleerdheid aan Divinity Hall, Universiteit van Glasgow. Hij muntte tijdens zijn studie uit in zijn kennis van het Latijn en het Hebreeuws. In 1821 werd hij als predikant bevestigd. Als predikant van de Kerk van Schotland was hij actief in het noordwesten van Schotland; sinds in 1825 in Row. In 1830 werd hij aangeklaagd voor ketterij vanwege het leren van de onbegrensde heilswil van God, tegenover de formele leer van de calvinistische Schotse kerk, die meende dat het heil slechts was weggelegd voor een kleine groep uitverkorenen. In 1831 volgde zijn veroordeling door de Algemene Vergadering van de Kerk van Schotland, het hoogste orgaan van dat kerkgenootschap. De veroordeling kwam neer op dat hij als predikant was ontslagen. Een uitnodiging van Edward Irving (net als McLeod Campbell een door de Schotse kerk uit het ambt gezette predikant) om zich aan te sluiten bij diens Katholiek Apostolische Kerk, wees hij van de hand. Beide sloten wel vriendschap. Sindsdien trad Campbell op als een soort zendings- of missiepredikant zonder zich aan te sluiten bij een bepaald kerkgenootschap. Identificatie met het gereformeerd protestantisme bleef echter wel onverminderd bestaan. Zijn vriendschappen - meest met predikanten en priesters - reikte echter verder dan de eigen gereformeerde omgeving. Onder zijn vrienden bevonden zich F.D. Maurice, Thomas Erskine of Linlathen, Alexander Ewing, Norman McLeod, C.J. Vaughan en de reeds genoemde Irving. 

### The Nature of Atonement
John McLeod Campbell publiceerde in 1856 zijn The Nature of the Atonement and its Relation to Remission of Sins and Eternal Life, dat vele herdrukken beleefde. In dit boek wijst hij de gedachte van een God die voldoening vindt in het straflijden van Jezus Christus van de hand. Hij blijft zich echter bewegen binnen het gereformeerde gedachtegoed en wil de verzoeningsleer niet terzijde schuiven of vervangen door een incarnatieleer, zoals indertijd gebruikelijk was onder theologen die zich met de gangbare verzoeningsleer geen raad meer wisten. McLeod Campbell keert terug naar het dilemma van Anselmus van Canterbury die stelde dat de schuld van de mensheid aan God moest worden afgelost; als dit niet zou gebeuren zou God in zijn rol van rechter de zondige mensheid straf moeten opleggen. Uiteindelijk zond God zijn Zoon naar de wereld om de schuld te voldoen en zo blijft straf voor die mensen die in Christus geloven, achterwege. Bij Anselmus geldt dus voldoening of straf; bij latere middeleeuwse theologen, maar vooral onder reformatorische theologen werd de tegenstelling voldoening of straf opgeheven en voldeed Christus niet alleen de schuld van de mensen tegenover God, maar onderging Hij ook de straf die de mensen eigenlijk zouden moeten ondergaan. McLeod Campbell achtte de opvatting van Anselmus dus zuiverder dan die van latere theologen die een eigen draai hadden gegeven aan de verzoeningsleer. Volgens Campbell belijdt Christus namens de mensheid door zijn kruisdood op volmaakte wijze de schuld van de mensheid. Ook was Campbell het niet eens met die christenen die het kruis centraal stelden, maar het leven van Christus verwaarloosden. Ook de incarnatie doet ertoe en loopt - dit weer in lijn met Anselmus - uit in de kruisdood. Hij verwerpt echter de opvatting als zou de verlossing geheel en al liggen in het feit der incarnatie. De leer van de uitverkiezing van een klein groepje mensen door God voor eeuwige zaligheid heeft naar Campbell's opvatting geleid tot morele en religieuze onverschilligheid bij veel kerkgangers, die vooral bezig zijn met zelfonderzoek of men wel behoort tot deze selecte groep van uitverkorenen. Zij leidt dus tot egocentrisme. Alleen bij een universele uitverkiezing, die zekerheid omtrent het heil van de gelovigen insluit,  komen gelovigen in beweging en kan men tot bekering komen. Campbell is geïnteresseerd in het concept van de subjectieve verzoeningsleer en heeft getracht deze in harmonie te brengen met de objectieve verzoeningsleer.
Bijzonder is dat McLeod Campbell de opvatting huldigde van de lijdende God.
The Nature of Atonement wordt gezien als een van de belangrijkste theologische bijdragen aan de verzoeningsleer (vanuit het perspectief van het gereformeerde christendom) van het negentiende-eeuwse Schotland.
In 1868 ontving Campbell een eredoctoraat (Doctor of Divinity) aan de Universiteit van Glasgow.

### Overlijden
John McLeod Campbell overleed op 27 februari 1872 in Roseneath, Dunbartonshire aan de gevolgen van kanker. Hij was getrouwd met Mary Campbell. Uit dit huwelijk kwamen vier dochters en twee zoons voort.

## Invloed
De volgende personen hebben de invloed ondergaan van de verzoeningsleer zoals onder woorden gebracht door Campbell:
- James Denney
- Thomas Erskine of Linlathen[6]
- Charles Gore
- Hastings Rashdall
- Vernon Storr
- J. B. Torrance

## Werken
- Christ the Bread of Life (1851, herziening 1869)
- The Nature of Atonement (1856)
- Thoughts on Revelation (1862)
- Responsibility for the Gift of Eternal Life (1872, postuum [prekenbundel 1829-31])